# Nagyúny
Nagyúny (1899-ig Unin, szlovákul Unín) község Szlovákiában, a Nagyszombati kerületben, a Szakolcai járásban.

## Fekvése
Szakolcától 13 km-re délnyugatra, a Fehér-Kárpátok déli lábánál fekszik.

## Története
A régészeti leletek szerint területén már az újkőkorban, az i. e. 4. évezredben is éltek emberek. A leletek arról tanúskodnak, hogy a vonaldíszes kerámiák népének települése állt itt. A középső bronzkorban, i. e. 2000 és i. e. 1250 között földvára is állt, melynek legnagyobb kiterjedése elérte a 17 hektárt. Megállapítható, hogy a község területe a történelem előtti időkben is lényegében folyamatosan lakott volt.
A mai falut 1392-ben Luxemburgi Zsigmond oklevelében "Wny" alakban említik először, amikor a holicsi uradalmat – melyhez Úny is tartozott – a lengyel származású főúrnak, Stíbornak adja. 1439-ben a husziták támadták meg és égették fel a települést. A feljegyzések szerint Úny a 15. század közepén egyike volt a környék legjelentősebb településeinek. A század végén a holicsi uradalmat a Czobor család szerezte meg, akik a 18. század közepéig voltak itt birtokosok. 1554-ben az uradalom a Bakics és Czobor családok között oszlott meg. 1609-ben Czobor Imre a birtokosa. 1634-ben Bethlen Gábor hadai rabolták ki a települést. 1663 szeptemberében a török pusztította el és sok lakost hurcolt rabságba. Lakói mezőgazdasággal, állattartással és a 16. századig szőlőtermesztéssel foglalkoztak. A 18. században a holicsi uradalom Lotaringiai Ferenc herceg tulajdona lett. A 18. századtól zsidó közösség is élt itt, akiknek iskolájuk, imaházuk és temetőjük is volt. 1831-ben, 1855-ben és 1866-ban kolerajárvány pusztított.
Vályi András szerint "UNIM. Tót falu Nyitra Várm. földes Ura a’ F. Tsászár, lakosai katolikusok, fekszik Sassinhoz 1 1/4 mértföldnyire; határja jó."
Fényes Elek szerint "Unyin, Nyitra m. tót falu, 1269 kath., 73 zsidó lak. Kath. paroch. templom. Dombos, hegyes, de jól mivelt határral, s vizimalommal. F. u. ő cs. k. felsége. Ut. p. Holics."
A trianoni békeszerződésig Nyitra vármegye Szakolcai járásához tartozott.

## Népessége
| Év:            | 1994. | 2004.   | 2014.   | 2024.   |
| -------------- | ----- | ------- | ------- | ------- |
| Emberek száma: | 1149  | 1180    | 1240    | 1168    |
| Eltérés:       |       | +2,69 % | +5,08 % | -5,80 % |

| Év:            | 2023. | 2024.   |
| -------------- | ----- | ------- |
| Emberek száma: | 1180  | 1168    |
| Eltérés:       |       | -1,01 % |

1910-ben 1294, túlnyomórészt szlovák lakosa volt.
Nagyúnynak 2001-ben 1164 lakosa volt, ebből 1153 szlovák, 6 cseh, 4 ukrán, 1 ismeretlen nemzetiségű.
2011-ben 1214 lakosából 1168 szlovák.

## Nevezetességei
- Szent Márton tiszteletére szentelt római katolikus temploma eredetileg a 14. században épült. Mai formáját az 1749-ben végzett átépítés során nyerte el. 1912-ben megújították és kifestették.
- Szent Borbála szűz és vértanú tiszteletére szentelt kápolnája 1793-ban épült.

## Külső hivatkozások
- Hivatalos oldal
- Községinfó
- Nagyúny Szlovákia térképén
- E-obce.sk Archiválva 2008. március 5-i dátummal a Wayback Machine-ben
- Nagyuny a Via Sancti Martini honlapján